# Thrumster
Thrumster is een dorp ongeveer 1 kilometer ten noordwesten van Sarclet in de Schotse lieutenancy in het raadsgebied Highland.